# The Big Dream
| Совокупная оценка    | Совокупная оценка |
| Источник             | Оценка            |
| -------------------- | ----------------- |
| Metacritic           | 64/100            |
| Оценки критиков      |                   |
| Источник             | Оценка            |
| Allmusic             | [ 2 ]             |
| Boston Globe         | +                 |
| Consequence of Sound | [ 4 ]             |
| Drowned in Sound     | 7/10              |
| The Guardian         | [ 6 ]             |
| musicOMH             | [ 7 ]             |
| NME                  | 7/10              |
| Paste                | 8.2/10            |
| Pitchfork Media      | 6.3/10            |
| Slant Magazine       | [ 11 ]            |
| Rolling Stone Russia | [ 12 ]            |

The Big Dream — второй студийный альбом американского режиссёра Дэвида Линча. Был выпущен 15 июля 2013 года. В трек-лист вошли 11 оригинальных композиций и кавер-версия песни Боба Дилана «The Ballad of Hollis Brown». О релизе было объявлено 3 июня 2013 года, и в тот же день на сервисе Spotify был размещён бонус-трек с этого альбома — песня «I’m Waiting Here», записанная при участии шведской певицы Люкке Ли; вскоре трек поступил в продажу в iTunes Store. 24 июня был выпущен первый сингл с альбома «Are You Sure»/«Star Dream Girl».

## Список композиций
1. «The Big Dream»
2. «Star Dream Girl»
3. «Last Call»
4. «Cold Wind Blowin»
5. «The Ballad of Hollis Brown»
6. «Wishin’ Well»
7. «Say It»
8. «We Rolled Together»
9. «Sun Can’t Be Seen No More»
10. «I Want You»
11. «The Line It Curves»
12. «Are You Sure»
13. «I’m Waiting Here» (бонус-трек)